# Sophie Lothaire
Marguerite-Louise Odiot de Montroty, dite Sophie Lothaire (née à Paris en 1736 et morte à Rouen le 5 mars 1801), est une danseuse, actrice et directrice de théâtre française. Elle fit toute sa carrière au Théâtre de la Monnaie de Bruxelles.
D'abord danseuse figurante de 1753 à 1772 sous le nom de « Mlle Sophie ». Elle débute en 1754 en jouant le rôle de Fatime dans Zaïre. Elle est ensuite actrice jusqu'en 1775. En 1762, Chevrier écrit qu'« elle joue indifférement toutes sortes de rôles ; elle partage, par économie, le lit du sieur Duranci » dont elle est la maîtresse.
En 1766, les comédiens s'associent pour obtenir la direction du Théâtre de Bruxelles et ce privilège est accordé le 30 juin 1766. Cette association est composée de D'Hannetaire et ses deux filles Eugénie et Angélique, Mlle Rosalide, Compain, Prévost, Le Petit, Dubois, Durancy, D'Rozely, Serville, Grégoire, Mme Granier,  Mme De Foye et Sophie Lothaire,,.
De 1777 à 1783, Sophie Lothaire partage la direction du théâtre avec Louis-Jean Pin et Alexandre Bultos,. Devant les difficultés financières de cette direction, elle rentre en France à Versailles, d'où elle tentera de récupérer les sommes qu'on lui doit encore.